# چشم‌گرد تنبل بنگال
چشم‌گرد تنبل بنگال (نام علمی: Nycticebus bengalensis) نام یک گونه از سرده چشم‌گرد تنبل است.